# Амик, Ред
Ред А́мик (англ. Red Amick; 19 января 1929, Канзас-Сити — 16 мая 1995, Кристал-Ривер) — американский автогонщик, участник «Инди-500» в 1959—1960 годах, когда эта гонка входила в зачёт чемпионата мира «Формулы-1». За два участия единственный раз добрался до финиша на 11-м месте.

## Биография
Сведений об Реде сохранилось не очень много. Родился он в Канзас-сити, штат Миссури, начиная с 1953 года участвовал в гоночных соревнованиях местного уровня, изредка добираясь до чемпионата USAC, а единожды — и в NASCAR. Завоевал титул чемпиона страны в гонках на трассах с гаревым покрытием, но в гонках более высокого уровня за десять лет выступлений на старт выходил лишь пять раз. Два раза из этих пяти он стартовал в 500 милях Индианаполиса, в 1959 и 1960 годах. В 1959 Амик до финиша не добрался, разбив машину в северо-восточном повороте, а вот в 1960 финишировал на неплохом 11-м месте. Этот результат оказался для него лучшим в карьере, если не считать классификации десятым в гонке в Уильямс-Гроув в 1959, прерванной из-за дождя.
Тот факт, что в 1950-60 годах Инди-500 считалась этапом чемпионата мира Формулы-1, Ред формально считается гонщиком Формулы-1. Тем не менее, очков в зачёт чемпионата он не заработал.
Умер Ред Амик в мае 1995 года в возрасте всего 66 лет.

## Результаты выступлений

### Индианаполис-500
| Год   | №     | Старт | Время   | Ранг  | Финиш | Круги | Лидер | Причина схода                      |
| ----- | ----- | ----- | ------- | ----- | ----- | ----- | ----- | ---------------------------------- |
| 1959  | 87    | 26    | 142,925 | 15    | 31    | 45    | 0     | Авария в северо-восточном повороте |
| 1960  | 27    | 22    | 143,084 | 26    | 11    | 200   | 0     | Финишировал                        |
| Всего | Всего | Всего | Всего   | Всего | Всего | 245   | 0     |                                    |

| Старты      | 2 |
| Поулы       | 0 |
| Первые ряды | 0 |
| Победы      | 0 |
| Топ-5       | 0 |
| Топ-10      | 0 |
| Сход        | 1 |

### Формула-1
| Легенда к таблице |                                                                    |
| --- | ------------------------------------------------------------------ |
| В таблице перечислены результаты всех Гран-при Формулы-1, в которых принимал участие гонщик. Строками таблицы являются сезоны, столбцами — этапы чемпионата мира. В каждой клетке указаны сокращённое название этапа и результат, дополнительно обозначенный цветом. Расшифровка обозначений и цветов представлена в нижеследующей таблице. |                                                                    |
| \| Пример \| Описание \| \| ------------ \| ------------------------------------------------------------------ \| \| 1 \| Победитель \| \| 2 \| Второе место \| \| 3 \| Третье место \| \| 5 \| Финишировал, заработав очки \| \| Сход \| Не финишировал, но при этом заработал очки \| \| 12 \| Финишировал, не получив очков \| \| НКЛ \| Финишировал, но не попал в финальную классификацию \| \| 15 \| Участвовал вне зачёта, либо по отдельной классификации \| \| 18 \| Не финишировал, но попал в финальную классификацию \| \| Сход \| Не финишировал \| \| НКВ \| Не прошёл квалификацию \| \| НПКВ \| Не прошёл предквалификацию \| \| ДСК \| Дисквалифицирован \| \| ИСК \| Исключён из протокола соревнований \| \| ТТ \| Заявлен для участия только в тренировках \| \| НС \| Участвовал в квалификации, но не стартовал в гонке \| \| Т \| Травмирован или болен \| \| ОТК \| Отказ от участия \| \| НТР \| Прибыл на соревнования, но на трассу не выезжал \| \| НПР \| Был заявлен в числе участников, но не прибыл к началу соревнований \| \| О \| Соревнования отменены \| \| \| Не участвовал \| \| Поул-позиция \| \| \| Быстрый круг \| \| |                                                                    |
| Пример | Описание                                                           |
| 1 | Победитель                                                         |
| 2 | Второе место                                                       |
| 3 | Третье место                                                       |
| 5 | Финишировал, заработав очки                                        |
| Сход | Не финишировал, но при этом заработал очки                         |
| 12 | Финишировал, не получив очков                                      |
| НКЛ | Финишировал, но не попал в финальную классификацию                 |
| 15 | Участвовал вне зачёта, либо по отдельной классификации             |
| 18 | Не финишировал, но попал в финальную классификацию                 |
| Сход | Не финишировал                                                     |
| НКВ | Не прошёл квалификацию                                             |
| НПКВ | Не прошёл предквалификацию                                         |
| ДСК | Дисквалифицирован                                                  |
| ИСК | Исключён из протокола соревнований                                 |
| ТТ | Заявлен для участия только в тренировках                           |
| НС | Участвовал в квалификации, но не стартовал в гонке                 |
| Т | Травмирован или болен                                              |
| ОТК | Отказ от участия                                                   |
| НТР | Прибыл на соревнования, но на трассу не выезжал                    |
| НПР | Был заявлен в числе участников, но не прибыл к началу соревнований |
| О | Соревнования отменены                                              |
| | Не участвовал                                                      |
| Поул-позиция |                                                                    |
| Быстрый круг |                                                                    |

| Сезон | Команда                   | Шасси             | Двигатель          | Ш | 1   | 2      | 3      | 4   | 5   | 6   | 7   | 8   | 9   | 10  | Место | Очки |
| ----- | ------------------------- | ----------------- | ------------------ | - | --- | ------ | ------ | --- | --- | --- | --- | --- | --- | --- | ----- | ---- |
| 1959  | Wheeler-Foutch            | Kurtis Kraft 500C | Offenhauser 4,5 L4 | F | МОН | 500 31 | НИД    | ФРА | ВЕЛ | ГЕР | ПОР | ИТА | США |     | —     | 0    |
| 1960  | King O’Lawn/ Leonard Faas | Epperly           | Offenhauser 4,5 L4 | F | АРГ | МОН    | 500 11 | НИД | БЕЛ | ФРА | ВЕЛ | ПОР | ИТА | США | —     | 0    |